# Jezioro Leśne (Puszcza Zielonka)
Jezioro Leśne (dawniej: Jezioro Herty) – jezioro w województwie wielkopolskim, w gminie Murowana Goślina, na terenie Parku Krajobrazowego Puszcza Zielonka, na południowy wschód od Łopuchówka.
Akwen zasilany przez Goślinkę ma 11 hektarów powierzchni i największą głębokość 6 metrów. Płytsze fragmenty zarośnięte są ściśle przez grążele. Z ryb występują: lin, karaś, leszcz, płoć, karp, amur, sum i najliczniej szczupak (akwen jest systematycznie zarybiany, a opiekę nad nim sprawuje koło PZW Świerki ze Swarzędza). Jednym obiektem budowlanym nad jeziorem (oprócz pomostów wędkarskich) jest stanica wędkarska w starym wagonie kolejowym.
Jezioro stanowi fragment obszaru Natura 2000 „Uroczyska Puszczy Zielonki” (PLH300058). Od południa do brzegu przylega teren rezerwatu przyrody Żywiec Dziewięciolistny.
Przy północnym brzegu (w niewielkim oddaleniu) przebiega droga gminna z Łopuchówka do Głęboczka. Od wschodu i północy akwen uprzystępniony jest zielonym szlakiem turystycznym (pieszym) z Łopuchowa do Głęboczka, poprowadzonym głęboko wciętym wąwozem.
Starsza nazwa (Jezioro Herty) wywodziła się od imienia żony nadleśniczego z Zielonki, która była organizatorką zabaw świętojańskich nad jeziorem, w których licznie uczestniczyła miejscowa ludność.